# 山東墨龍
山東墨龍石油機械股份有限公司（港交所：0568、深交所：002490）是一家在香港交易所上市的工業公司，於1987年（當時以「寿光县石油机械配件厂」）由張恩榮先生創立。當時只是一家小型工廠，現時發展成主要石油鑽油機的生產商之一，中國石油也是它的主要客戶。公司總部是山東省濰坊市壽光市。
山東墨龍曾於2004年在香港創業板（當時為港交所：8261）上市，數年後，轉為主板上市。

## 外部連結
- 山東墨龍石油機械股份有限公司 （页面存档备份，存于）